# Dolmen von Caillère

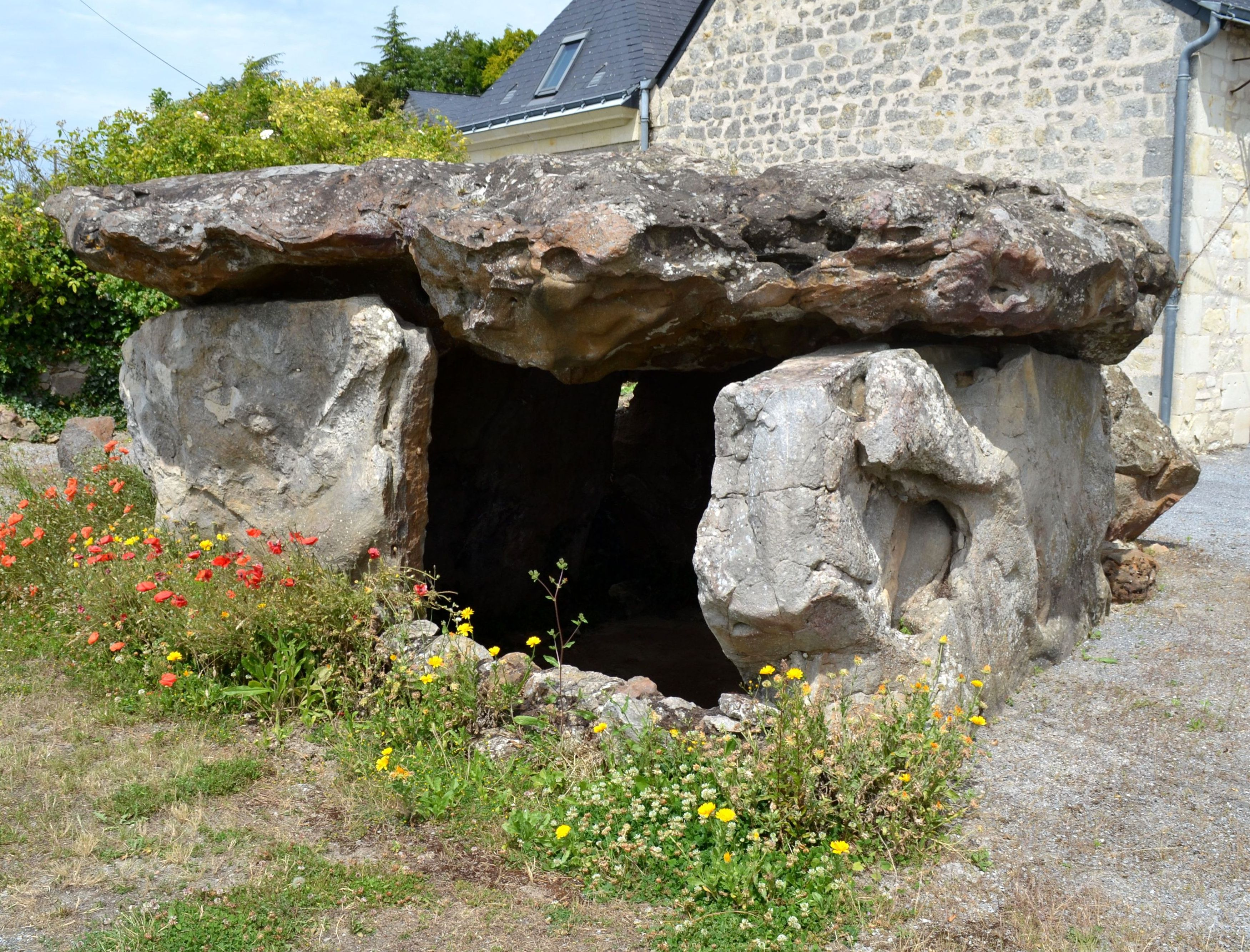
Dolmen von Caillère

Der Dolmen von Caillère (auch Dolmen von Montsabert genannt) liegt neben dem namengebenden Herrenhaus von Caillère, in Montsabert, nördlich von Coutures, bei Angers im Département Maine-et-Loire in Frankreich.

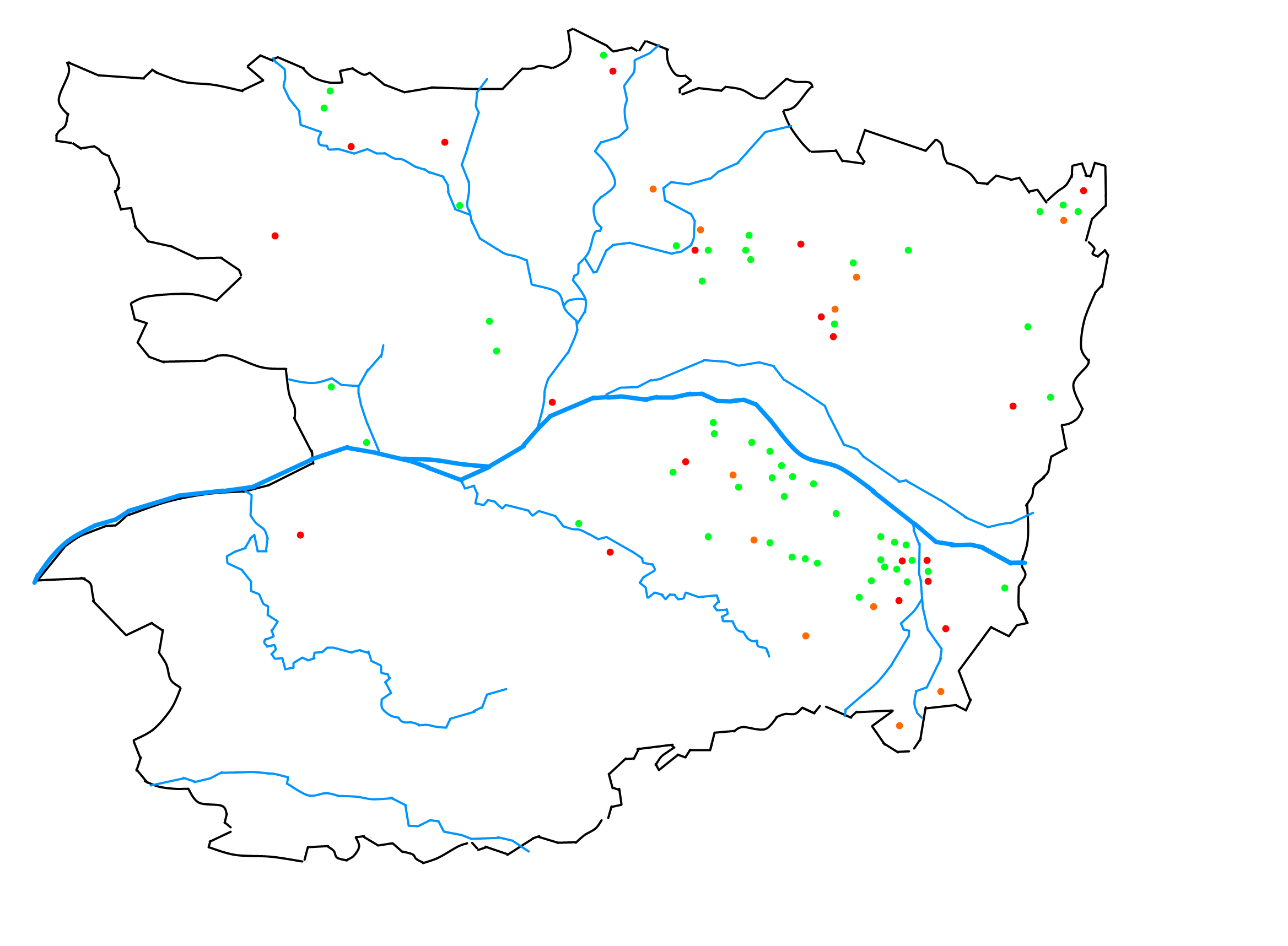
Verbreitungskarte von Dolmen in Maine-et-Loire – grün sind erhaltene Anlagen

Dolmen ist in Frankreich der Oberbegriff für Megalithanlagen aller Art (siehe: Französische Nomenklatur). Der etwa 3,5 m lange einfache Dolmen (französisch Dolmen simple) hat vier große Tragsteine und einen Deckstein. Der tieferliegende Innenraum ist über drei Stufen erreichbar. Was wie ein Fenster wirkt, ist der stark außermittige Zugang.
In der Nähe liegt Schloss Montsabert.